# Моја штикла
Моја штикла је песма са Песме Евровизије 2006. коју је на хрватском извела Северина. Песма је изабрана да представља Хрватску након победе на Дори 2006, хрватском националном финалу.

## Композиција
Сама песма је описана као у турбо-фолк стилу, при чему је Вучковићева певала о разним покушајима ћаскања локалних мушкараца, као и да је са својим пратећим певачима ушла у стихове позива и одговарања под утицајем фолка.

## Песма Евровизије

### Дора 2006
Дора 2006 је била четрнаесто издање хрватске националне селекције Дора која је одабрала пријаву Хрватске за Песму Евровизије 2006. Такмичење се састојало од два полуфинала 2. и 3. марта 2006. и финала 4. марта 2006. године, а сва су одржана у хотелу Кварнер у Опатији и емитована на ХТВ 1 . Дора 2006 се састојала од три емисије: два полуфинала 2. и 3. марта 2006. и финала 4. марта 2006. Шеснаест песама се такмичило у сваком полуфиналу, а осам је ушло у финале како би употпунило поставу од шеснаест песама у финалу. Резултати свих емисија одређени су комбинацијом 50/50 гласова жирија и јавног телевизијског гласања.
ХРТ је директно позвао тридесет два умјетника и композитора да учествују на конкурсу. ХРТ је објавио конкурентске радове 10. фебруара 2006.
„Моја штикла“ изведена је у другом полуфиналу, која је наступила као последња песма. Песма се пласирала у финале, заједно са 30 поена за друго место у полуфиналу.
Финале је одржано 4. марта 2006, а такмичило се шеснаест квалификованих песама из претходна два полуфинала. Победник је одређен комбинацијом 50/50 гласова петочланог жирија и јавног гласања. Нерешено је одлучено у корист радова који је жири рангирао више. „Моја штикла“ би у финалу победила са два бода у односу на песму Краљеве улице „Као сан“, а „Моја штикла“ би освојила 30 поена. Као резултат тога, песма је изабрана да представља Хрватску на Песми Евровизије 2006.

### На Евровизији
Упркос претходној песми Хрватске, „Вукови умиру сами“, која је завршила на једанаестом месту, Хрватска је била корисник контроверзе око националног финала Србије и Црне Горе, у којем је Но нејм био приморан да се повуче из такмичења. Дакле, Хрватска је преузела место Србије и Црне Горе као аутоматски квалификовани учесник.
У наступу је била комбинација традиционално обучених балканских музичара и саме Вучковићеве у црвеној хаљини. Хаљина је делимично уклоњена (у потезу који је прославио Бакс Физ) током наступа.
| Поена | Земља                                                 |
| ----- | ----------------------------------------------------- |
| 12    | Босна и Херцеговина                                   |
| 10    | - Северна Македонија - Србија и Црна Гора - Словенија |
| 8     |                                                       |
| 7     |                                                       |
| 6     | Швајцарска                                            |
| 5     |                                                       |
| 4     | Монако                                                |
| 3     |                                                       |
| 2     | - Немачка - Турска                                    |
| 1     |                                                       |

## Пародије
Њена контроверза и изведба инспирисали су широк спектар пародија, од којих је најзапаженија „У г**но је стала моја штикла (Турбо фолк штикла)” коју је продуцирао хрватски стрип цртач Стево Синик. Дотични видео исмева песму, повлачећи паралелу да има много елемената турбо фолка, који не представља државу. Сатирични текст пародије и рустикални стил допринели су популарности песме, те је 2006. године постала једна од најпопуларнијих пародија у Хрватској.

## Топ листе
| Топ листа             | Место |
| --------------------- | ----- |
| Хрватска Топ 20 листа | 6     |